# Barumbu
De gemeente Barumbu is een gemeente in het district Lukunga in het noorden van de stadsprovincie Kinshasa, hoofdstad van de Democratische Republiek Congo. Het ligt ten zuiden van de gemeente Gombe en de Boulevard du 30 Juin.
Barumbu is historisch belangrijk omdat het zich van bij de oorsprong van Léopoldville samen met de oude stad van Kinshasa ontwikkelde tot de moderne stad Kinshasa.
De Régie des Voies Aériennes de la République Démocratique du Congo heeft haar hoofdkantoor in de wijk N'Dolo in het zuiden van Barumbu waar ook de Luchthaven N'Dolo is gelegen.
| \| De 4 districten en 24 gemeentes van Kinshasa \| |                   |  |
| District Lukunga District Funa District Mont-Amba District Tshangu Brazzaville Kongo Pool Malebo M'Bamou Baai van Ngaliema Gombe Barumbu Kin. Ling. K.-V. Ng.-Ng. Kal. Banda- lungwa Kintambo Ngaliema Selembao Bumbu Makala Ngaba Lemba Limete Matete Kisenso Masina Ndjili Kimbanseke Nsele Mont-Ngafula N. M.-N. Ns. Kim. Maluku |                   |  |
| afkortingen: stadscentrum: Kinshasa (Kin.), Kasa-Vubu (K.-V.), Lingwala (Ling.), Ngiri-Ngiri (Ng.-Ng.) provinciekaart: Ngaliema (N.), Mont-Ngafula (M.-N.), Kimbanseke (Kim.), Nsele (Ns.) |                   |  |
| De 4 districten en 24 gemeentes van Kinshasa | Vlag van Kinshasa |  |